# Xah Ali
Shah Ali fou kan de Kassímov (del 1516 al 1519 i del 1521 al 1567) i a Kazan (del 1519 al 1521, el 1546 i del 1551 al 1552). Era fill i successor de xeic Awliyar (kan de Kassímov 1512-1516) el qual era fill de Bakhtiar Sultan (germà d'Ahmad Khan de Sarai. Es diu que era deforme i d'una altura enorme.
Vers el 1516, al morir el seu pare Awliyar Khan, el va succeir com a Kassímov. Va conservar el títol durant tres anys quan fou designat pel gran príncep com a kan de Kazan el 1519, poc després de la mort de Muhammad Amin sense hereus musulmans. El gran príncep no volia nomenar un príncep de la poderosa casa de Crimea i es va valer de la fidel casa de Kassímov. A Kassímov va nomenar successor al seu germà Jan Ali.
No fou ben rebut a Kazan i el 1520 els notables van enviar una ambaixada a Mehmed I Giray de Crimea per demanar que enviés com a kan al seu germà Sahib Giray. Els ambaixadors van tornar a Kazan acompanyats de Sahib que fou proclamat kan (1521) sense trobar resistència. Shah Ali fou detingut junt al voivoda moscovita Karpov i a Basili Yurief, l'enviat del gran príncep; els mercaders russos foren espoliats i molts empresonats però cap fou assassinat; el mateix Sahib va agafar sota la seva protecció al kan deposat i el va deixar marxar poc després a Moscou amb les seves dones i cavalls i un guia. Karpov també fou alliberat. El viatge de Shah Ali a Moscou va estar ple de privacions; però a Moscou va tenir una gran rebuda. El títol de kan de Kassímov li hauria estat retornat però el seu germà va seguir al front dels afers i Shah Ali va romandre a Moscou i participant en les campanyes militars russes.
El 1532 el gran príncep el volia nomenar kan a Kazan, però els notables locals, que temien la seva revenja, van demanar el nomenament del seu germà Jan Ali, i Shah Ali va rebre en compensació els feus de Koshira i Serpukhof (no s'esmenta que va passar amb Kassímov) on va poder conservar una cort similar a la del kanat, però inferior en rang; va conspirar amb els notables tàtars per desplaçar al seu germà i quan fou descobert fou privat del seu feu i desterrat a Bielozersk. El 1536 es preparava una revolució a Kazan i Ali Shah fou cridat a la cort russa i va ser rehabilitat i llavors hauria recuperat el kanat de Kassímov (sense titular o feu pendent d'assignació, almenys des de 1535 o des de 1532/1533). El 1540 s'esmenta al front dels tàtars de Kassímov. El 1543 va concedir certes llibertats al monestir de Troitski.
Una revolució a Kazan el 1546 va enderrocar a Safa Giray i el consell d'ughlans i prínceps es va declarar lleial a Rússia i va cridar al tron a Shah Ali que va anar a la ciutat acompanyat de 3.000 tàtars de Kassímov i fou instal·lat al tron pels prínceps Demetri Belski i Paletski. Però no va passar més que unes setmanes quan la seva escorta fou cruelment massacrada i els mirzes que li eren favorables tancats a presó; els voivodes russos van haver de fugir. Shah Ali va ser mantingut al tron sense cap poder; va intentar guanyar-se el suport dels notables que ara tenien el control però la seva debilitat encara el va fer més odiat; els notables es reunien a palau obertament i van cometre diversos ultratges, i el kan només era un presoner virtual; la situació va durar un mes i un dia el kan va decidir abandonar el país; la fugida no era fàcil, ja que estava vigilat; va organitzar un banquet on va córrer la beguda en abundància i aprofitant el moment Shah Ali es va fer fonedís desapareixent per una porta privada de palau; la desaparició no fou advertida fins l'endemà al matí; un príncep de nom Chura i alguns altres que havien facilitat la fugida foren executats. Shah Ali havia arribat al Volga on ja tenia un bot preparat i havia fugit pel riu i després amb cavalls que li van facilitar els tàtars de Gorodetz. Hauria retornat a Kassímov, ja que no gaire després apareix al front dels tàtars d'aquest kanat (1547 i altre cop el 1551).
A meitat del 1551 els russos manats pel mateix Ivan el Terrible van forçar la rendició de Kazan i van enviar al boiar Adashev a implementar el tractat de pau que incloïa la instal·lació altre cop com a kan de Shah Ali i la cessió del territori muntanyós entre Sviask i Kazan i els països dels txuvatxos, xeremisses i morduins. Shah Ali va enviar a Kazan a alguns dignataris com Shahbaz el seu camarlenc o Bitikei, encarregat de les cavallerisses per preparar el palau. L'endemà se li va començar a jurar fidelitat; els juraments i la signatura dels tractats van durar tres dies i el 16 d'agost va fer entrada solemne a la ciutat amb 300 prínceps i mirzes, i amb alguns tàtars de Kassímov i 300 strelitzs. Fou instal·lat al tron pels boiars Bulgakof i Khabarov; després va decretar l'alliberament dels presoners russos alguns dels quals havien estat esclaus durant 20 anys; els alliberats van anar a Sviask, Perm o Viatka on se'ls va proveir del necessari per retornar a casa; en total foren uns sis mil. L'exèrcit rus va retornar a Moscou deixant a Kazan 500 homes manats per Khabarov, encarregats de protegir a Shah Ali. El príncep Simeó Mikulinski fou nomenat voivoda de Sviask.
La cessió de la zona que incloïa aquesta darrera ciutat i els països dels txuvatxos, xeremisses i morduins, fou mal assolida per la població i els notables. Kazan era tractada com a Kassímov, una simple dependència de Rússia sense veritable autonomia. Les peticions per la restauració d'una part del territori cedit petició que fou refusada; llavors va començar un complot que en aliança amb els nogais, pretenia matar a tots els russos del país, però fou descoberta i el kan va fer matar uns 70 prínceps, ughlans i mirzes nogais i tàtars, i després el poble sospitós; russos i seguidors de Shah Ali foren els botxins i es diu que en dos dies van morir unes tres mil persones i milers de refugiats van abandonar Kazan.
Aquesta anarquia va causar angoixa a Moscou que va enviar a Adashev que no podia arranjar els afers d'aquesta manera i que els russos entrarien altre cop a la ciutat per restablir l'orde. Shah Ali va contestar que ja veia que no podia regnar doncs era detestat pels notables i pel poble; si Rússia retornava la zona cedida, ell respondria de la fidelitat dels tàtars però si no, abdicava i tornava a Moscou. Com a musulmà refusava admetre cristians a Kazan, però si el tsar era generós, exterminaria a tots els traïdors del país i obriria el camí als russos a una fàcil victòria. Adashev va retornar amb la resposta a Moscou on ja havien arribat Kostrof i Alimerdi, enviats de Kazan i enemics de Shah Ali, que van presentar a aquest com un assassí i un lladre i oferien la lleialtat de la ciutat si el kan era apartat del poder i s'establia un governador rus. Els opositors al kan es retirarien als suburbis i els russos podrien ocupar la ciutat; un tàtar establert a Moscou de nom Chakbun, va donar suport a aquestos arguments. Ivan el terrible va enviar a Adashev a Kazan amb ordes de deposar el kan al que es donaria una pensió si permetia l'entrada dels russos sense oposició. El kan va contestar que la seva vida allí no havia estat feliç i sempre havia estat en perill i, per tant, estava content de cedir la sobirania, però es va negar a obrir les portes als russos perquè això era anar contra l'islam i, per tant, l'haurien de conquerir. En realitat no tenia cap capacitat de combatre i en una sortida de Kazan per anar a pescar acompanyat de diversos prínceps, ughlans i un cos de strelitzs, es va deixar rodejar pels russos i fou portat a Sviask. Alliberat va retornar a Kassímov.
La gent de Kazan va proclamar a Yadigar Muhammad Khan, fill de Qasim II d'Astracan. El 1552 Shah Ali va participar en la conquesta de Kazan. Va fer diversos serveis militars als russos de 1553 a 1557. El 1557 apareix a la campanya a Livònia. El 1558 va passar per Kassímov el viatger Jenkinson que esmenta al kan com Segoline. Del 1558 a 1562 les seves tropes van participar en les campanyes a Livònia i el 1562 va participar personalment a la campanya a Polònia. El 1564 i 1565 se l'esmenta al front d'un exèrcit a la frontera de Lituània.
Va morir el 20 d'abril de 1567. El seu mausoleu és conegut com a Tekie. No va deixar fills i el kanat fou concedit a una branca de la família representada per Sain Bulat Khan